# Salanoia concolor
Salanoia concolor (Мангуста бурохвоста) — вид котовидих родини Фаланукові, ендемік острова Мадагаскар, населяє низинні вологі тропічні ліси. Висотний діапазон проживання: 200–650 м.

## Поведінка
Веде денний спосіб життя. Протягом ночі спить у норах, або порожнинах деревах. Живе поодиноко або парами. Чутливих до втручання людини.

## Життєвий цикл
Вагітність триває близько трьох місяців, народжується одне маля.

## Загрози та охорона
Основною загрозою є руйнування середовища проживання через вирубку лісу для перетворювання території в оброблювані землі, через видобуток деревного вугілля і вибіркову рубку. Низинні ліси (нижче 500 м) є одними з найвразливіших місць проживання на Мадагаскарі. Немає інформації щодо полювання на вид або хижацтво з боку завезених хижаків, але очевидно, що вони мають місце в діапазоні проживання цієї тварини. Живе в кількох природоохоронних зонах.